# Jonesburg
Jonesburg – miasto w Stanach Zjednoczonych, w stanie Missouri, w hrabstwie Montgomery.